# شون ميرفي (صحفي)
شون ميرفي (بالإنجليزية: Sean Murphy)‏ هو صحفي أسترالي، ولد في 1958.